# 库韦尔
库韦尔，是西班牙阿拉贡自治区萨拉戈萨省的一个市镇。 总面积59平方公里，总人口210人（2001年），人口密度4人/平方公里。